# Río Chico (Río Negro)
Pour les articles homonymes, voir Río Chico.
Río Chico est une petite ville de Patagonie argentine, située dans le département de Ñorquincó, dans le sud-est de la province de Río Negro.

## Situation
La ville se trouve à quelque 60 km de Ñorquincó et à 126 km de Ingeniero Jacobacci.

## Le Cerro Mesa
La montagne Cerro Mesa, a donné son nom à la gare du chemin de fer à voie étroite appelée La Trochita qui passe aux abords de la ville. La Trochita va de la ville d'Ingeniero Jacobacci jusqu'à El Maitén.
La base de cette montagne se trouve à 1 300 mètres d'altitude, et son sommet atteint 1 520 mètres.
Son ascension est difficile, car ses faces latérales sont abruptes et lisses sur quasi tout son périmètre.
Jadis les Mapuches habitaient dans les grottes naturelles situées à la base de la montagne.

## Population
La localité comptait 375 habitants en 2001, ce qui représentait une baisse de 10,5 % par rapport aux 419 de 1991.
Jadis le chemin de fer, aujourd'hui purement touristique, fut un important transport public de charges ; ce fut la grande époque de Río Chico. Aujourd'hui, quoique toujours belle de par ses paysages, la ville perd ses jeunes qui désertent à la recherche d'un emploi dans des zones plus prospères du pays.